# Márk Rózsavölgyi

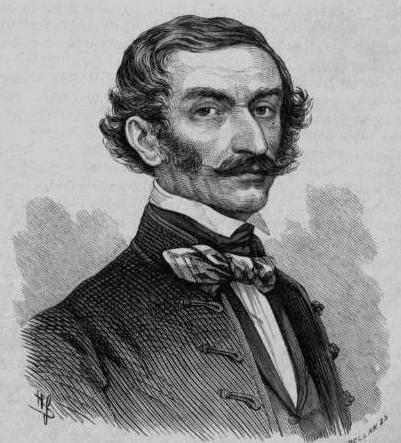
Márk Rózsavölgyi.

Márk Rózsavölgyi, ursprungligen Markus Rosenthal, född 1787 i Balassagyarmat, död 23 januari 1848 i Pest, var en ungersk violinist och tonsättare. Han var far till Gyula Rózsavölgyi.
Vid elva års ålder reste Rózsavölgyi till Wien för att studera och därefter till Pressburg och Prag. Han tilltalades av de ungerska folkvisorna, komponerade verk baserad på folkmusiken och blev en uppskattad violinist. År 1812 blev han dirigent vid tyska teatern i Pest och 1824 ordinarie medlem av filharmoniska sällskapet i provinsen Veszprém. Han gav flera officiella konserter under kröningsceremonierna i Pressburg 1825 och framträdde på operan i Wien 1835. Två år senare, vid invigningen av nationalteatern i Pest, framförde stadens ungerska orkester ett verk av honom komponerat för detta tillfälle och han blev slutligen ordinarie medlem av denna orkester.
Ett antal kända romska musiker, bland andra Patikárus, Sárközi och Farkas, var lärjungar till Rózsavölgyi. Efter hans död hyllades han i en lång dikt av den nationalistiska poeten Sándor Petőfi, som anklagade det ungerska folket för att ha låtit tonsättarens senare år fördunklas av ekonomiska svårigheter.